# Verp
Der Verp, auch Werp, war ein Getreidemaß in Ostfriesland.
Ein Verp hatte 2 Scheffel oder 6 Dresdner Metzen. Ein Sack bedurfte 2 Verps und 15 Verps ergaben eine Tonne. Die Last war 4 Tonnen, also 60 Verps schwer. Im Handel legte man 1 Verp  je Last als Ausgleich hinzu. In Hamburg waren 66 Verp je Last erforderlich, da die Last hier 16,5 Tonnen betrug.
- Emden und Leer 1 Verp = 2410 Pariser Kubikzoll = 47 ¾ Liter
- Andere Orte 1 Verp = 2378 Pariser Kubikzoll = 47 1/5 Liter

Je Region war eine unterschiedliche Unterteilung des Maßes möglich:
- Aurich und Esens 1 Verp = 42 Krues und in Berum und Norden 1 Verp = 40 Krues
- Emden 1 Verp = 36 Krues  und in Friedeburg 1 Verp = 43 Krues
- Wittmund 1 Verp = 44 Krues